# 筧栄一
筧 栄一（かけい えいいち、1927年5月27日 - 2013年5月15日）は、日本の弁護士（登録番号：22838）。検事総長。位階は正三位。

## 来歴・人物
島根県隠岐郡西郷町（現・隠岐の島町）出身。1940年 東京府立第一中学校入学。同期に山口光秀（大蔵事務次官）、杉山和男（通産事務次官）、手島冷志（外務審議官）、柳健一（駐韓大使）ら官界を中心に活躍した者のほかに出光昭介（出光興産会長）などがいる。その後一高を経て、1951年に東京大学法学部政治学科卒業。1953年に検察官となる。
1975年に法務省人事課長となり、以後、1978年に佐賀地方検察庁検事正、1979年に法務省大臣官房長、1982年、最高検検事、1983年、法務省刑事局長、1985年に法務事務次官に。1988年6月、東京高等検察庁検事長となり、海部内閣の1990年から1992年まで検事総長を務めた。
検事総長在任中には、藤波孝生、江副浩正、真藤恒らが起訴された後のリクルート事件を、さらに東京佐川急便事件では与野党議員百名以上への不正献金疑惑から1992年の金丸信自民党副総裁辞職に及び、共和汚職事件ではヤミ献金疑惑にメスを入れ、阿部文男北海道開発庁長官起訴にまで踏み込んだ。
1992年5月退官。同年6月弁護士登録。1994年7月三井生命保険監査役。2001年6月東芝監査役。2003年6月東芝取締役。1997年に日本臓器移植ネットワーク理事長、1998年には福岡ダイエーホークスのスパイ行為疑惑に対するパシフィック・リーグ調査委員会委員長を務めた。元国際研修協力機構理事長。
1999年、勲一等瑞宝章受章。
2013年5月15日、多臓器不全のため死去。85歳没。歿日付で正三位に叙された。